# El cazador
El cazador (エル・カザド?, Eru kazado) è una serie televisiva anime di 26 episodi diretta da Kōichi Mashimo e prodotto dallo studio giapponese Bee Train, come terza componente della trilogia "ragazze con le pistole", i cui antecedenti sono Noir (2001) e Madlax (2004).
Oltre alla serie televisiva, in onda dal 2 aprile 2007 su TV Tokyo, da marzo ad agosto 2007 è stato pubblicato a cadenza mensile una versione manga sulla rivista Champion Red, i cui capitoli sono poi stati raccolti in un volume tankōbon. A differenza della serie animata, però, quest'ultima sembra intraprendere una direzione vagamente hentai che priva la narrazione di quei risvolti più pacati e metafisici tipici dell'anime.
Sono previste anche una serie di drama-CD e la raccolta del radioprogramma settimanale incentrato su questo anime, entrambi in fase di pubblicazione dal 21 settembre 2007.

## Trama
La vicenda ha inizio in Messico il giorno in cui Nadie, una giovane ed estroversa cacciatrice di taglie, non del tutto casualmente incontra Ellis, ragazza dal passato misterioso ed in grado di manipolare le molecole degli elementi, fenomeno tipicamente associato al potere delle streghe. In apertura, il primo episodio introduce infatti scene dal passato di Ellis commentate alla luce del principio del Diavoletto di Maxwell, dal nome del fisico che per primo associò tale formula alle pratiche della stregoneria. Su Ellis grava una taglia (wanted, dead or alive) per avere apparentemente ucciso il professore che su di lei conduceva degli esperimenti, mentre Nadie, da cacciatrice di taglie, si ritrova a ricoprire un incarico da guardia del corpo, e ad intraprendere con la sua protetta un viaggio verso sud. La loro misteriosa destinazione è Wiñay Marka, luogo di eternità legato alla civiltà delle streghe. A guidarle, la criptica Inca Rose, una pietra donata ad Ellis dall'adottiva nonna sciamana.
La trama della vicenda si snoda in seguito attraverso i misteri che coinvolgono il passato di Ellis, ma soprattutto il viaggio che le due ragazze intraprendono insieme, gli incontri che ne conseguono, il crescente sentimento di affetto, comprensione, protezione reciproca che fa da luce e guida ad ogni altro evento. Da un lato il Project LEVIATHAN, progetto che ha a che fare con i poteri di Ellis e che li rivendica, dall'altro un'antica associazione di misteriose figure incappucciate, dai tratti occulti e insondabili, che non perde di vista le mosse delle due protagoniste. Ad accompagnarle a momenti alterni durante il tragitto, Ricardo e Lirio, un'insolita coppia di cacciatori di taglie, e L.A., giovane dotato anche lui di poteri soprannaturali ed ossessionato da Ellis.

## Personaggi
Ellis (エリス?, Erisu)
Doppiata da: Ai Shimizu
Giovane ragazza che cerca risposte sul suo inquieto passato e sul perché il suo DNA sia stato manipolato con elementi da strega che le permettono di agire sulle molecole dei corpi.
Nadie (ナディ?, Nadi)
Doppiata da: Shizuka Itō
Giovane cacciatrice di taglie, di carattere ottimista ed estroverso. Utilizza un vecchio modello di Colt Government come pistola ed è l'unica superstite di un attacco che ha distrutto il suo villaggio natale.
Douglas Rosenberg (ダグラス・ローゼンバーグ?, Dagurasu Rōzenbāgu)
Doppiato da: Kenta Miyake
Direttore del Central Intelligence Agency "R-339", e motore primo della creazione di esseri umani col DNA delle streghe (Project LEVIATHAN) per fini non proprio onorevoli.
Jody Hayward (ジョディ・ヘイワード?, Jodi Heiwādo) alias "Blue-Eyes" (ブルーアイズ?, Burūaizu)
Doppiata da: Aya Hisakawa
È l'attuale datrice di lavoro di Nadie, anche lei, forse come copertura, è parte del Central Intelligence Agency. Ha al collo una strana pietra come ciondolo.
Dr. Heinrich "Heinz" Schneider (ハインリク "ハインツ" シュナイダ?, Hainriku "Haintsu" Shunaida)
Doppiato da: Shinichiro Miki
Professore di fisica incaricato da Rosenberg di analizzare in laboratorio i poteri di Ellis.
L.A. (エル・エー?, Eru Ē)
Doppiato da: Mamoru Miyano
Ragazzo dai poteri soprannaturali simili a quelli di Ellis e da lei ossessionato, in quanto ritenuta un essere superiore rispetto al resto dell'umanità.
Ricardo (リカルド?, Rikarudo)
Doppiato da: Fumihiko Tachiki
Taciturno cacciatore di taglie ingaggiato da Douglas Rosenberg per proteggere Ellis.
Lirio (リリオ?, Ririo)
Doppiata da: Marina Inoue
Enigmatica bambina che accompagna sempre Ricardo.

## Episodi
| Nº | Titolo italiano (traduzione letterale) Giapponese 「Kanji」 - Rōmaji | In onda           | In onda |
| Nº | Titolo italiano (traduzione letterale) Giapponese 「Kanji」 - Rōmaji | Giapponese        |         |
| 1  | Ragazza in fuga 「逃げる女」 - Nigeru onna | 2 aprile 2007     |         |
| 1  | Numerosi cacciatori di taglie iniziano ad interessarsi ad Ellis, accusata di avere ucciso il professore che conduceva esperimenti sui suoi poteri di strega. Tra questi c'è Nadie, che però sembra volerla proteggere, più che incassare la ricompensa. Insieme intraprendono un viaggio verso sud, a Wiñay Marka, la terra dell'eterno, per cercare risposte sul passato misterioso di entrambe. |                   |         |
| 2  | Donna in attesa 「待つ女」 - Matsu onna | 9 aprile 2007     |         |
| 2  | Le due ragazze fanno una sosta presso un caffè nel bel mezzo del deserto, gestito da una signora in attesa del ritorno della figlia. Le loro avventure avranno per un po' un corso comune. |                   |         |
| 3  | Ragazza sfortunata 「降られる女」 - Furareru onna | 16 aprile 2007    |         |
| 3  | Ellis e Nadie si rifugiano dalla pioggia in una casa abbandonata vicino al fiume, occupata dal solo scheletro del precedente proprietario. L.A. compare in questo episodio per la prima volta e, addormentata momentaneamente Nadie con un sonnifero, informa Ellis del fatto che la sta seguendo, osservandola. |                   |         |
| 4  | Ragazza inseguita 「狙う女」 - Nerau onna | 23 aprile 2007    |         |
| 4  | Inseguite da due cacciatori di taglie, Ellis e Nadie si nascondono in un convento, dove trovano una valida collaborazione nelle amichevoli suore che lo gestiscono. |                   |         |
| 5  | Ragazza abbigliata 「着る女」 - Kiru onna | 30 aprile 2007    |         |
| 5  | Trovandosi impossibilitate a continuare in seguito ad un sabotaggio alla jeep su cui viaggiano, le ragazze fanno sosta in un piccolo villaggio disperso tra lande semidesertiche. Ellis viene rapita dal sabotatore, camuffato da venditore ambulante, con l'aiuto di una ragazzina che sogna di lasciare il villaggio per la grande città. Nadie si lancia nell'impresa di salvataggio. |                   |         |
| 6  | Uomo innamorato 「恋する男」 - Koisuru otoko | 7 maggio 2007     |         |
| 6  | Durante una sosta presso un altro villaggio, le ragazze si imbattono in una vecchia conoscenza di Nadie, Miguel, che come già in passato non sarà che causa di delusioni. |                   |         |
| 7  | Uomo al lavoro 「働く男」 - Hataraku otoko | 14 maggio 2007    |         |
| 7  | Concedendosi la follia di un albergo di lusso, Ellis e Nadie vivono momenti di relax con Lirio e Ricardo, anche loro da quelle parti. Quest'ultimo, però, le abbandona momentaneamente su richiesta di Rosenberg per dare a L.A. una lezione di autocontrollo nella sua ossessione per Ellis. |                   |         |
| 8  | Ragazza bugiarda 「嘘つく女」 - Usotsuku onna | 21 maggio 2007    |         |
| 8  | Nadie viene colpita da un proiettile ed Ellis disperata usa i suoi poteri per liquefare la pallottola che si trova ancora all'interno del corpo di Nadie. Il figlio di un potente capo mafioso assiste all'evento e rapisce Ellis nella speranza che possa salvare il padre morente. |                   |         |
| 9  | Ragazza che scava 「掘る女」 - Horu onna | 28 maggio 2007    |         |
| 9  | Nel tentativo di sfuggire ad un pericoloso cacciatore di taglie, Ellis e Nadie finiscono all'interno dei labirintici condotti di una miniera, dove le loro sorti si intrecciano a quelle di una strana ragazza alla ricerca di una croce d'argento. |                   |         |
| 10 | Uomo che vive con un angelo 「天使と暮らす男」 - Tenshi to kurasu otoko | 4 giugno 2007     |         |
| 10 | Ellis e Nadie non restano impassibili di fronte alle angherie subite da un gestore del franchise locale Amigo Tacos. L'uomo in cambio offre loro ospitalità per la notte, ma il suo turbolento passato torna a far visita a tutto il gruppo. |                   |         |
| 11 | Donna maledetta 「呪う女」 - Majinau onna | 11 giugno 2007    |         |
| 11 | Nella corsa verso sud, le ragazze si ritrovano coinvolte in un festival religioso in onore di un'anomala divinità felina, ad opera di una giovane donna con poteri esper. Nel frattempo, una congregazione di streghe incappucciate e un branco di assassini umanoidi iniziano a muoversi nell'ombra. |                   |         |
| 12 | Uomo che spara 「撃つ男」 - Utsu otoko | 18 giugno 2007    |         |
| 12 | Con l'aiuto di un fanatico delle armi che possiede la propria cittadella fortificata sotto forma di un enorme camper, Ellis e Nadie sfuggono ai loro inseguitori mascherati in una corsa contro il tempo che avrà conclusione col sorgere del sole. |                   |         |
| 13 | Ragazza che si nasconde 「隠す女」 - Kakusu onna | 25 giugno 2007    |         |
| 13 | Giunte nei pressi di un villaggio in rovina dalle fattezze che sono ad Ellis familiari, le due ragazze si ritrovano momentaneamente separate, ed entrambe vengono a conoscenza del mistero che avvolge le origini di Ellis. Nadie ne è particolarmente colpita e promette a sé stessa di aiutarla nel suo viaggio e di proteggerla. |                   |         |
| 14 | Maple Leaf 「メイプルリーフ」 - Meipuru Riifu | 3 luglio 2007     |         |
| 14 | L'intero episodio è un flashback nel passato di Ellis, precisamente durante il periodo trascorso in Canada sotto le cure del prof. Schneider che indaga i suoi poteri in laboratorio. |                   |         |
| 15 | Ragazza disubbidiente 「逆らう女」 - Sakarau onna | 10 luglio 2007    |         |
| 15 | Ellis, Nadie, Ricardo e Lirio si incontrano in modalità rilassata presso una struttura termale in abbandono. Parallelamente, Rosenberg è costretto ad abbandonare l'associazione e vivere in clandestinità, mentre il gruppo per cui lavora Blue Eyes decide di fare Ellis prigioniera, decisione che porrebbe a termine il contratto con Nadie. Questa, in un incontro con Blue Eyes, rifiuta il compenso pattuito e dichiara che continuerà a proteggere Ellis.                                                                          |                   |         |
| 16 | Ragazza arrabbiata 「怒る女」 - Okoru onna | 17 luglio 2007    |         |
| 16 | Private del mantenimento economico di Blue Eyes, Ellis e Nadie si vedono costrette a cercare una rapida forma di guadagno. Mentre lavorano come cameriere nel fast food Amigo Tacos, Ellis dà mostra di avere imparato un altro insegnamento da Nadie. Durante l'ennesima provocazione da parte di L.A., questa volta reagisce brutalmente. |                   |         |
| 17 | Ragazza alle strette 「追い詰める女」 - Oitsumeru onna | 24 luglio 2007    |         |
| 17 | Mosse nuovamente da motivi economici, questa volta Nadie opta per la solita occupazione di cacciatore di taglie. Ricardo e Lirio, anche loro privati di sostentamento perché licenziati da Rosenberg nel tenere d'occhio Ellis e Nadie, sono a caccia dello stesso criminale. Ellis dimostra di sapere ormai padroneggiare i suoi poteri di strega con inedite abilità. |                   |         |
| 18 | Ragazza in disaccordo 「諍う女」 - Isakai u onna | 31 luglio 2007    |         |
| 18 | L'inizio dell'episodio vede Ellis e Nadie alle prese con alcuni malintesi nel reciproco interagire, incomprensioni che continuano per tutta la serata, mentre soggiornano presso una locanda gestita da un misterioso anziano signore che sembra saper leggere nei cuori dei suoi ospiti. Dopo una serie di eventi a metà tra il reale e l'onirico, l'intesa e l'affetto tra le due ragazze ne escono ulteriormente rafforzati. |                   |         |
| 19 | Uomo che protegge 「守る男」 - Mamoru otoko | 7 agosto 2007     |         |
| 19 | Le ragazze aiutano Lirio e Ricardo in difficoltà dopo un guasto alla macchina, e si ritrovano a cenare insieme in un ristorante di lusso del luogo. Ellis è particolarmente infastidita dall'involontario avvicinamento di Nadie e Ricardo, considerati la coppia adulta della situazione, ma quando viene rapita e Nadie corre a salvarla gli equilibri si ristabiliscono. |                   |         |
| 20 | Ragazza catturata 「囚われた女」 - Toraware ta onna | 14 agosto 2007    |         |
| 20 | L.A. non è contento dell'affiatamento reciproco dimostrato dalle due ragazze, ed architetta una trappola a spese di Nadie. Ellis però non ha esitazioni nel correre a salvarla e nel continuare a fidarsi di lei, incurante dei trabocchetti di L.A. che fa di tutto per allontanarle. |                   |         |
| 21 | Ragazza che vola 「羽ばたく女」 - Habataku onna | 21 agosto 2007    |         |
| 21 | Mentre Ellis e Nadie si ritrovano in ambiente montano alle prese con un'insolita attività "ornitologica", a Blue Eyes viene ordinato di eliminare il principale ostacolo alla cattura di Ellis: Nadie. Durante l'attesa delle ragazze per il loro volatile, e di Blue Eyes. improvvisatasi cecchino) per Nadie, le tre protagoniste vivono momenti di sottile riflessione ed analisi reciproca che porteranno ad esiti inattesi. |                   |         |
| 22 | Ragazza risvegliata 「目覚める女」 - Mezameru onna | 28 agosto 2007    |         |
| 22 | Le ragazze si ritrovano in un mistico paese tra i monti che è molto vicino a Wiñay Marka. Lo dimostrano le parole di un vecchio signore (vedovo di una strega) che spiega a Nadie che strada intraprendere, ed un misterioso luogo legato al culto, in cui L.A., nuovamente pilotato da Rosenberg, riesce a condurre le ragazze. Ellis, tra i colonnati e l'enorme inca rose che li sovrasta, perde conoscenza e riceve un'evoluzione ai suoi poteri, mentre Nadie è vittima di un brutto incidente nel tentativo di proteggere Blue Eyes. |                   |         |
| 23 | Ragazza in crisi 「惑う女」 - Madou onna | 4 settembre 2007  |         |
| 23 | L'incidente di Nadie e l'ulteriore spiegazione di Blue Eyes sul complotto di Rosenberg portano Ellis ad una crisi di rigetto dei suoi poteri. Smarrita nel senso di colpa, decide di scomparire in un luogo lontano portando con sé anche L.A. Nadie però riesce a trovarla in tempo e a chiarirle la differenza tra un cuore smarrito e due cuori che si supportano a vicenda. |                   |         |
| 24 | Uomo morto 「逝く男」 - Yuku otoko | 11 settembre 2007 |         |
| 24 | A Wiñay Marka giunge infine al termine anche il dramma di L.A., a metà tra un essere umano e un automa pilotato da Rosenberg. |                   |         |
| 25 | Ragazza devota 「聖なる女」 - Seinaru onna | 18 settembre 2007 |         |
| 25 | Ellis e Nadie raggiungono il tempio delle streghe dove ha luogo l'ultimo confronto con Rosenberg. L'incontro richiama in causa il passato di Ellis, la nuova abilità nel padroneggiare i suoi poteri, il profondo sentimento di affetto e comprensione maturatosi tra le due ragazze. Tutto per un gran finale che, in ottimo stile western, riappacifica tutti i personaggi coinvolti con i loro destini. |                   |         |
| 26 | Ragazza che risplende 「輝く女」 - Kagayaku onna | 25 settembre 2007 |         |
| 26 | Qualche tempo dopo, Ellis e Nadie hanno trovato un lavoro tranquillo e si sono sistemate in un piccolo villaggio, pienamente integrate nei ritmi di vita dei suoi affabili abitanti. Forse però si tratta di un compromesso che non fa per loro, sicuramente non per Nadie, ed è Ellis ad accorgersene e a non permetterlo. |                   |         |

## Colonna sonora
Come per i due antecedenti lavori della trilogia, Noir e Madlax, le musiche sono affidate alla compositrice Yuki Kajiura.

### Vol I
L'Original Soundtrack Vol. I è uscita il 25 luglio 2007 con la seguente tracklist:
- 01. Maxwell's witch
- 02. desert sunset
- 03. the ballad of a bounty hunter
- 04. sad yearning
- 05. Nadie
- 06. inca rose
- 07. corrupt arena
- 08. a bounty hunter's murmur
- 09. sight your gun
- 10. murderous intent
- 11. hit it and run!
- 12. el cazador (cantato da Yuuka Nanri nell'idioma d'invenzione denominato "kajiuran")
- 13. just a small fry
- 14. hotel del sol
- 15. ennui
- 16. an ominous presentiment
- 17. forest (cantato da Emily Bindiger)

### Vol II
L'Original Soundtrack Vol. II è prevista in uscita per il 21 settembre 2007, con la seguente tracklist provvisoria:
- 01. cowardly little dogs we are
- 02. 光の行方
- 03. carnaval in blue
- 04. cazador del amor
- 05. moonlight fiesta
- 06. Leviathan
- 07. the ripper
- 08. the rush of a bounty hunter
- 09. friends
- 10. farewell
- 11. just for love ~L·A#2
- 12. Project Leviathan
- 13. hidden love
- 14. the place of eternity
- 15. L.A.
- 16. paradise regained
- 17. walk down to your freedom
- 18. romanesque
- 19. ordinary sunset
- 20. I reach for the sun

### EP Savage genius
L'EP di Savage genius contenente il brano d'apertura "Hikari no Yukue" è uscito il 16/05/2007 con la seguente tracklist:
- 01. Hikari no Yukue
- 02. Beautiful world ~Ningyo no Namida~
- 03. Hikari no Yukue (strumentale)
- 04. Beautiful world ~Ningyo no Namida~ (strumentale)

### EP Romanesque
L'EP contenente l'omonimo brano di chiusura della serie, è uscito il 18/04/2007 per FictionJunction YUUKA con la seguente tracklist:
- 01 romanesque
- 02 約束
- 03 romanesque（strumentale）
- 04 約束（strumentale）